# 요코야마 다쿠야
요코야마 다쿠야(일본어: 横山 拓也, 1985년 6월 29일 ~ )는 일본의 전 축구 선수이다.

## 구단 경력
과거 우라와 레즈, 몬테디오 야마가타, 에히메 FC, 후지에다 MYFC에서 활동하였다.